# Oostelijke hoelok
De oostelijke hoelok  (Hoolock leuconedys) is een soort  mensaap uit de familie van de gibbons (Hylobatidae). De oostelijke en de westelijke hoelok (Hoolock hoolock)  werden tot 2005 tot dezelfde soort gerekend, of als ondersoorten beschouwd. Het is een kwetsbare diersoort door voorkomt in India, Myanmar en in Yunnan (China). 

## Beschrijving
De oostelijke hoelok is (net als de westelijke soort) een relatief grote gibbon die gemiddeld 81 cm lang is. Mannetjes wegen gemiddeld 6,9 kg, vrouwtjes 6,1 kg. Het is verder een typische gibbon, dus een tengere aap zonder staart (een mensaap) met lange armen. De mannetjes zijn bijna zwart gekleurd, waardoor de witte wenkbrauwen heel erg opvallen. De vrouwtjes zijn grijsbruin, soms op de borst en rond de nek wat donkerder. Het verschil tussen de westelijke en de oostelijke hoelok is zeer klein. Vooral de vrouwtjes zijn in de natuur nauwelijks van elkaar te onderscheiden. Bij de oostelijke hoelok loopt de wenkbrauwstreep niet door, terwijl bij de westelijke hoelok (H. hoolock) de witte wenkbrauwstreep (bijna) één geheel vormt.

## Verspreiding en leefgebied
De oostelijke hoelok komt waarschijnlijk nog voor in het uiterste noordoosten van India (Arunachal Pradesh), verder in Yunnan (China) en vooral in noordoostelijk Myanmar ten oosten van de Chindwinrivier (zie verspreidingskaart). Het leefgebied bestaat uit een aantal typen tropisch bos zoals primair regenbos, maar ook in subtropisch gemengd naald- en loofbos op berghellingen tot op een hoogte van 2700 m boven de zeespiegel (in Myanmar). 
De oostelijke hoelok leeft voornamelijk van fruit, vooral vijgen, maar ook het eten van bladeren is waargenomen.

## Status als bedreigde soort
Aan gibbonvlees wordt in de traditionele heelkunde in sommige streken binnen het verspreidingsgebied een heilzame werking toegeschreven, daardoor vormt jacht een bedreiging voor de soort. In Myanmar zijn landbouwkundig gebruik van het bos en houtkap de grootste bedreigingen. De oostelijke hoelok kan zich relatief goed handhaven in tropisch bos waarin selectief gekapt is. De status van de oostelijke hoelok is "kwetsbaar", het is zeer waarschijnlijk dat de totale populatie in de afgelopen 40 jaar met meer dan 30% (meer dan 0,9 tot 1,6% per jaar) is achteruit gegaan.